# Vasilīs Xanthopoulos
Vasilīs Xanthopoulos (in greco Βασίλης Ξανθόπουλος?; Atene, 29 aprile 1984) è un cestista greco.

## Carriera
Nel luglio 2012 ritorna al Panathinaikos.
Con la Grecia ha disputato i Campionati europei del 2011.

## Palmarès
- Coppa Intercontinentale: 1

AEK Atene: 2019
- Campionato greco: 3

Panathinaikos: 2004-05, 2006-07, 2012-13
- Coppa di Grecia: 4

Panathinaikos:	2004-05, 2006-07, 2012-13
AEK Atene: 2017-18
- Eurolega: 1

Panathinaikos: 2006-07
- Basketball Champions League: 1

AEK Atene: 2017-18